# Amblyseius daviesi
Amblyseius daviesi är en spindeldjursart som först beskrevs av De Leon 1966.  Amblyseius daviesi ingår i släktet Amblyseius och familjen Phytoseiidae. Inga underarter finns listade i Catalogue of Life.